# Takanonami Sadahiro
Takanonami Sadahiro (jap. 貴ノ浪 貞博, eigentlich Sadahiro Namioka; * 27. Oktober 1971 in Misawa; † 20. Juni 2015 in Osaka) war ein japanischer Sumōringer.
Takanonami wurde 1994 gemeinsam mit Musashimaru zum Ōzeki ernannt. Obwohl er einige gute Resultate erzielen konnte, gelang ihm erst 1996 sein erstes Yushō (優勝). Obwohl er 1997 erneut einen Turniersieg holen konnte, galt er nie als ein ernsthafter Yokozuna-Kandidat. Zeit seiner Karriere stand er im Schatten seiner Stallgefährten Takanohana und Wakanohana. Sein defensiver Stil war einzigartig und mit seinen langen Armen war er ein Meister des Kimedashi. 1999 ließen seine Leistungen spürbar nach. 2000 konnte er sich den Ōzeki-Rang zwar noch einmal zurückholen, doch musste er die letzten vier Jahre seiner Karriere größtenteils als Maegashira verbringen. Am dritten Tag des Natsu Basho 2004 verkündete er seinen Rücktritt. Zuletzt hatte er auch unter gesundheitlichen Problemen zu kämpfen, die in einen mehrtägigen Krankenhausaufenthalt mündeten. Er war aber weiterhin als Oyakata Mitarbeiter des Sumoverbandes.
Zu seiner aktiven Zeit wog er bei einer Größe von 1,96 m etwa 170 kg.